# Stacey Tendeter
Stacey Tendeter (21 de junio de 1949 - 26 de octubre de 2008) fue una actriz británica conocida por su interpretación de Muriel en la película Las dos inglesas y el amor de 1971, dirigida por François Truffaut. Entres sus actuaciones cinematográficas se encuentran las películas White Bird, Friend or Foe y Terminal Game.

## Trayectoria
La mayor parte de sus trabajos se produjo en la década de 1970 en la televisión británica cuando apareció en Elizabeth R, Dead of Night, The Pallisers, In This House of Brede y Doctor Who en la historia Underworld . Posteriormente actuó principalmente en el teatro, habiendo actuado en The Sentence, School For Sugar y The Scandal . En 1983 interpretó a la esposa de Adam Dalgliesh en la adaptación de ITV de Muerte de un forense, de P. D. James.
Después de la muerte de François Truffaut en 1984, se estrenó con gran éxito una versión del director de Las dos inglesas y el amor. En particular, se elogió el añadido de varias escenas importantes con Stacey Tendeter. Esa es la versión actualmente disponible en DVD.
Murió de cáncer de mama en 2008.